# Lythrum portula
Lythrum portula là một loài thực vật có hoa trong họ Lythraceae. Loài này được (L.) D.A. Webb mô tả khoa học đầu tiên năm 1967.

## Hình ảnh

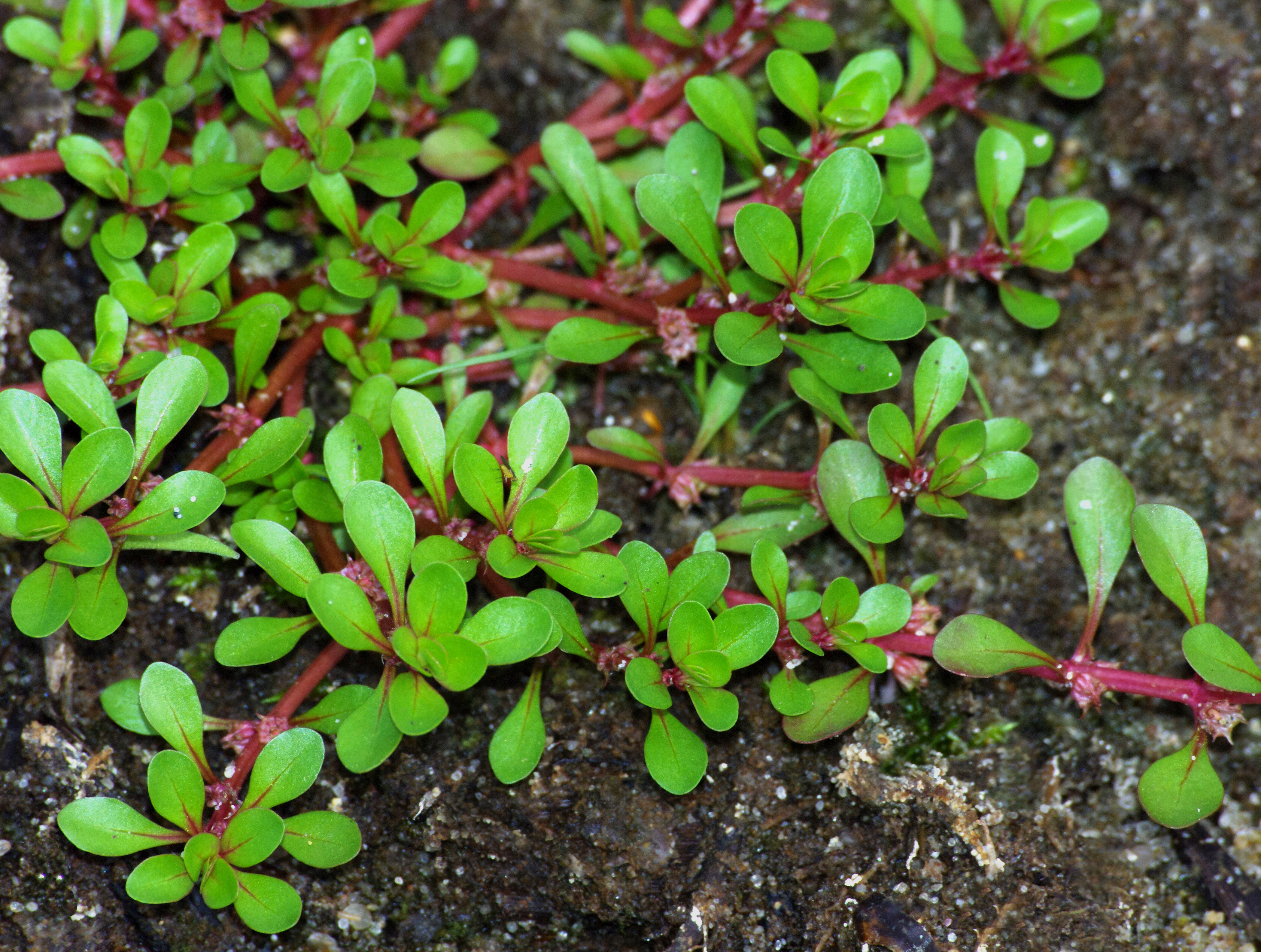
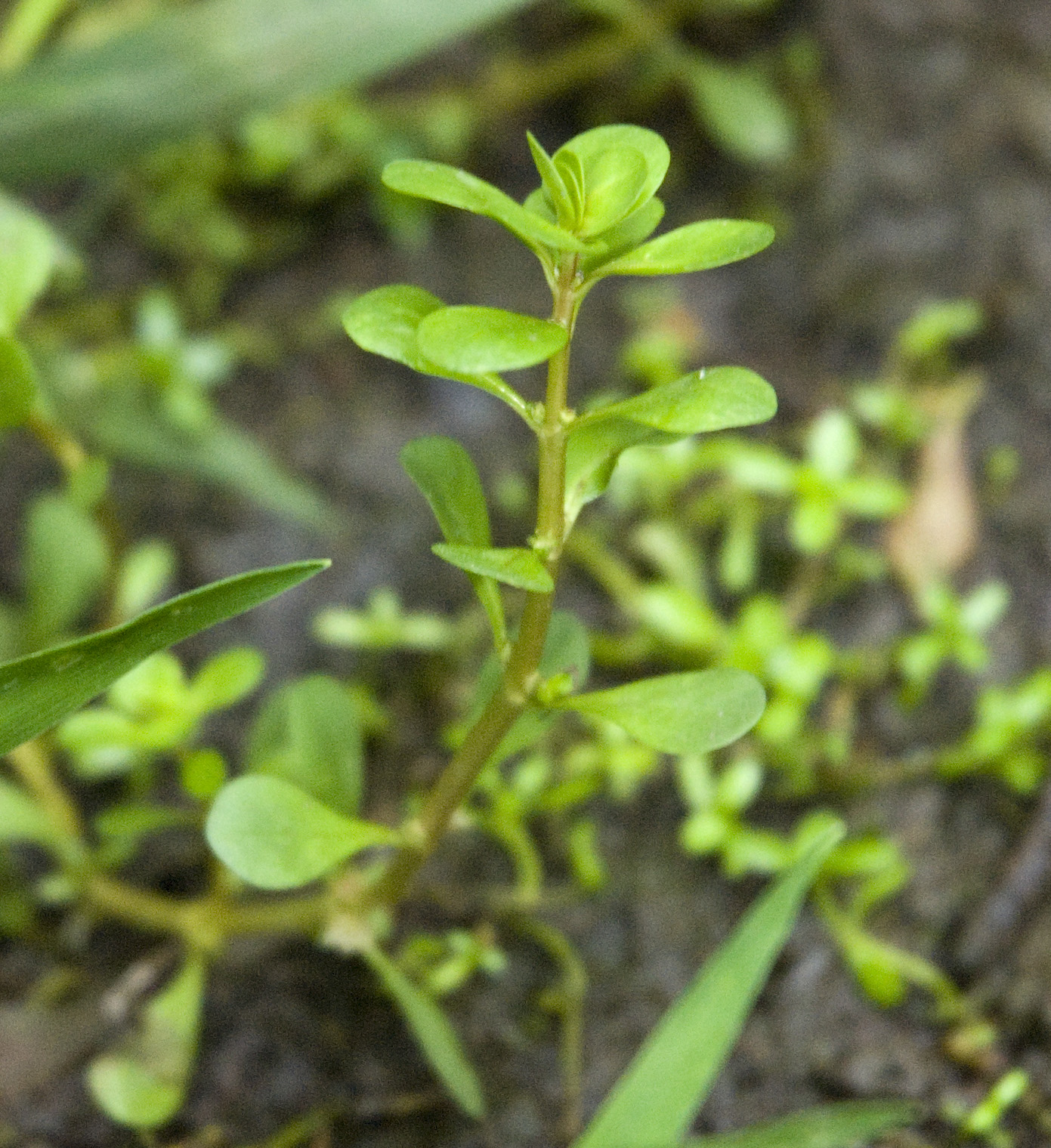
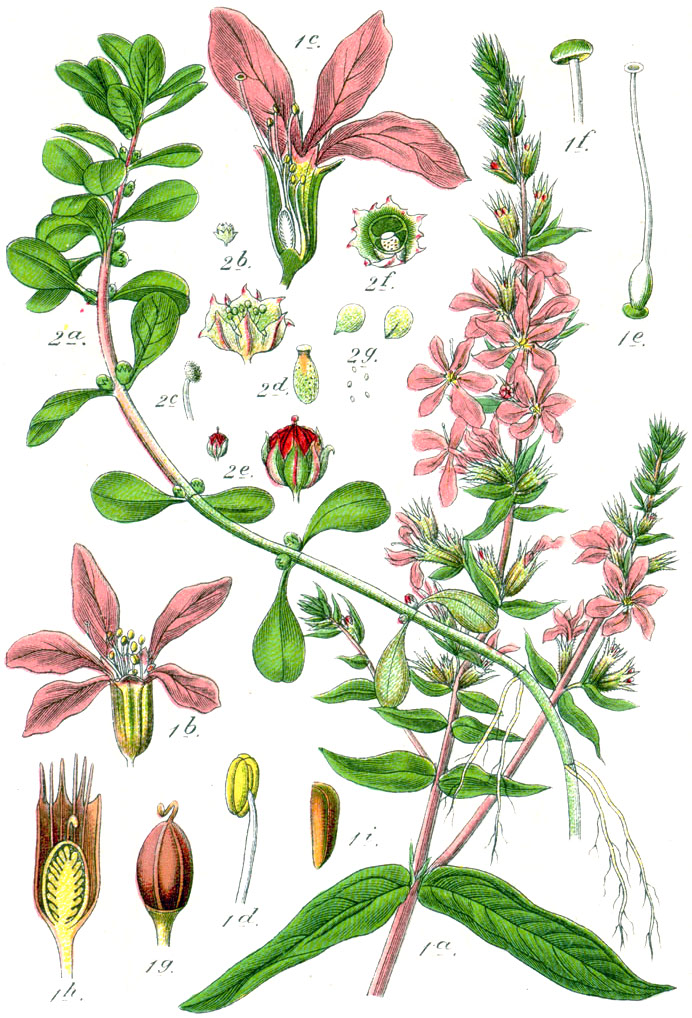